# 変調分光法
変調分光法（へんちょうぶんこうほう、英: modulation spectroscopy）とは、分光測定の分野において、測定条件に周期的な変調を与え、物質の光に対する応答（透過率・反射率など）から変調に同期して変化する成分を抽出する測定方法である。
光吸収や反射スペクトルを測定するとき、雑音などの影響により真のスペクトルを測定することが困難な場合がある。このとき、試料に対して何らかの状態の変化を起こし、それによる光応答の変化分を測定すれば、背景スペクトルを除去した高感度・高精度の測定が可能となる。遷移エネルギーの高精度測定などによく利用される。
方法としては大きく分けて、
内部変調
測定系のパラメーターを変化させる方法（測定光の波長・偏光状態など）
外部変調
試料物質のパラメーターを変化させる方法（電場・磁場・応力・温度など）
の2つに分類される。